# Allanpringit
Allanpringit ist ein sehr selten vorkommendes Mineral aus der Mineralklasse der „Phosphate, Arsenate und Vanadate“ mit der chemischen Formel Fe3[(OH)3|(PO4)2]·5H2O. Das Mineral ist damit chemisch gesehen ein wasserhaltiges Eisen-Phosphat mit zusätzlichen Hydroxidionen.
Allanpringit kristallisiert im monoklinen Kristallsystem und entwickelt ausschließlich nach der b-Achse [010] gestreckte, nadelige Kristalle von maximal 1,5 mm Länge, die zu subparallelen, bündelförmigen Aggregaten von bis zu 2 mm Länge zusammentreten. Das Mineral ist durchsichtig bis durchscheinend und meist blass braungelber Farbe, hinterlässt allerdings auf der Strichtafel einen weißen Strich mit blassgelber Tönung.

## Etymologie und Geschichte
Allanpringit wurde 1999 auf der Halde der kleinen, längst aufgelassenen Eisengrube „Mark“ bei Essershausen im Taunus durch den Mineralsammler Michael Legner gefunden. Erste Untersuchungen ließen auf ein neues, sekundäres Eisenphosphat schließen. Dieses konnte 2006 durch ein deutsch-österreichisches Forscherteam mit Uwe Kolitsch, Heinz-Jürgen Bernhardt, Christian L. Lengauer, Günter Blass und Ekkehart Tillmanns als Allanpringit analysiert und beschrieben werden. Sie benannten das Mineral nach dem australischen Mineralogen und Kustos am Südaustralischen Museum in Adelaide Allan Pring in Anerkennung seiner zahllosen Beiträge zum „mineralogischen Regenwald“, besonders von Phosphaten, Arsenaten und Sulfosalzen.
2004 wurde das Mineral von der International Mineralogical Association (IMA) anerkannt.
Das Typmaterial des Minerals (Holotyp) wird im Naturhistorischen Museum Wien in Österreich aufbewahrt.

## Klassifikation
Da der Allanpringit erst 2005 als eigenständiges Mineral anerkannt wurde, ist er in der seit 1977 veralteten 8. Auflage der Mineralsystematik nach Strunz noch nicht verzeichnet. 
In der zuletzt 2018 überarbeiteten Lapis-Systematik nach Stefan Weiß, die formal auf der alten Systematik von Karl Hugo Strunz in der 8. Auflage basiert, erhielt das Mineral die System- und Mineralnummer VII/D.13-015. Dies entspricht der Klasse der „Phosphate, Arsenate und Vanadate“ und dort der Abteilung „Wasserhaltige Phosphate, mit fremden Anionen“, wo Allanpringit zusammen mit Fluorwavellit, Kingit und Wavellit eine unbenannte Gruppe mit der Systemnummer VII/D.13 bildet.
Die von der International Mineralogical Association (IMA) zuletzt 2009 aktualisierte 9. Auflage der Strunz’schen Mineralsystematik ordnet den Allanpringit ebenfalls in die Abteilung der „Phosphate usw. mit zusätzlichen Anionen; mit H2O“ ein. Diese ist allerdings weiter unterteilt nach der relativen Größe der beteiligten Kationen und dem Stoffmengenverhältnis der weiteren Anionen zum Phosphat-, Arsenat- bzw. Vanadatkomplex. Das Mineral ist hier entsprechend seiner Zusammensetzung in der Unterabteilung „Mit ausschließlich mittelgroßen Kationen; (OH usw.) : RO4 = 1 : 1 und < 2 : 1“ zu finden ist, wo es nur zusammen mit Wavellit die „Wavellitgruppe“ mit der Systemnummer 8.DC.50 bildet.
In der vorwiegend im englischen Sprachraum gebräuchlichen Systematik der Minerale nach Dana hat Allanpringit die System- und Mineralnummer 42.10.02.02. Auch dies entspricht der Klasse der „Phosphate, Arsenate und Vanadate“ und dort der Abteilung „Wasserfreie Phosphate etc., mit Hydroxyl oder Halogen“. Hier ist er ebenfalls zusammen mit Wavellit in der „Wavellitgruppe“ mit der Systemnummer 42.10.02 innerhalb der Unterabteilung „Wasserhaltige Phosphate etc., mit Hydroxyl oder Halogen mit (AB)3(XO4)2Zq × x(H2O)“ zu finden.

## Kristallstruktur
Allanpringit kristallisiert im monoklinen Kristallsystem in der Raumgruppe P21/c (Raumgruppen-Nr. 14) mit den Gitterparametern a = 9,777 Å; b = 7,358 Å; c = 17,830 Å und β = 92,19° sowie vier Formeleinheiten pro Elementarzelle.
Die Kristallstruktur des Allanpringits stellt eine monoklin gestörte, pseudo-orthorhombische Variante des Al-Analogons Wavellit dar. Ketten von gemeinsame Ecken aufweisenden, gestörten Fe(O,OH,H2O)6-Oktaedern parallel [010] sind durch PO4-Tetraeder über gemeinsame Sauerstoffatome verknüpft. In den so entstehenden, ebenfalls parallel [010] angelegten Kanälen sitzt ein positionell getrenntes Wassermolekül. Die durchschnittlichen Fe-O-Entfernungen der drei nichtequivalenten Fe-Atomen variieren zwischen 2,014 und 2,021 Å. Einzelkristall-Laser-Ramanspektroskopie bestätigt ein allumfassendes schwaches System mit Wasserstoffbrückenbindungen. Die Struktur von Allanpringit ist verwandt mit den Kristallstrukturen von Kingit und Mitryaevait.

## Eigenschaften

### Morphologie
Allanpringit tritt in Form von nach [010] gestreckten, nadeligen, immer verzwillingten Kristallen von maximal 1,5 mm Länge auf, die subparallele, bündelförmige Aggregate von bis zu 2 mm Länge bilden. Als einzige Kristallform ist {010} identifizierbar. Infolge der Zwillingsbildung und der subparallelen Verwachsung der Einzelkristalle lassen sich die Prismen nicht indizieren. Die terminierenden Kopfflächen der Kristalle sind verrundet und bestehen wahrscheinlich aus mehreren verschiedenen {hkl}-Formen.

### Physikalische und chemische Eigenschaften
Die Kristalle des Allanpringits sind blass braungelb, die Strichfarbe des Minerals wird als weiß mit blassgelblichem Stich beschrieben. Die Oberflächen der Allanpringitkristalle weisen einen glasartigen Glanz auf.
Das Mineral bricht aufgrund seiner Sprödigkeit ähnlich wie Glas oder Quarz, wobei die Bruchkanten uneben ausgeprägt sind. Mit einer Mohshärte von ≈ 3 gehört Allanpringit zu den mittelharten Mineralen, die sich ähnlich wie das Referenzmineral Calcit mit einer Kupfermünze ritzen lassen. Die berechnete Dichte des Minerals liegt bei 2,583 g/cm3. Das Mineral weist zwei Spaltbarkeiten auf. Es spaltet einerseits ausgezeichnet parallel zur morphologischen Längserstreckung, andererseits gut parallel zu {010}.

## Modifikationen und Varietäten
Allanpringit stellt das monoklin-pseudoorthorhombische, Fe3+-dominante Analogon zum orthorhombischen, Al-dominierten Wavellit dar, mit dem er aber keine Mischkristallreihe bildet. Allanpringit besitzt nahezu dieselbe chemische Zusammensetzung wie der amorphe Santabarbarait. Er kann als dessen Polymorph aufgefasst werden, weist aber eine völlig andere Genese auf. Die extreme Seltenheit von Allanpringit in der Natur legt nahe, dass das Mineral entweder ein nur sehr kleines Stabilitätsfeld hat oder aber eine nur metastabile Phase ist.

## Bildung und Fundorte

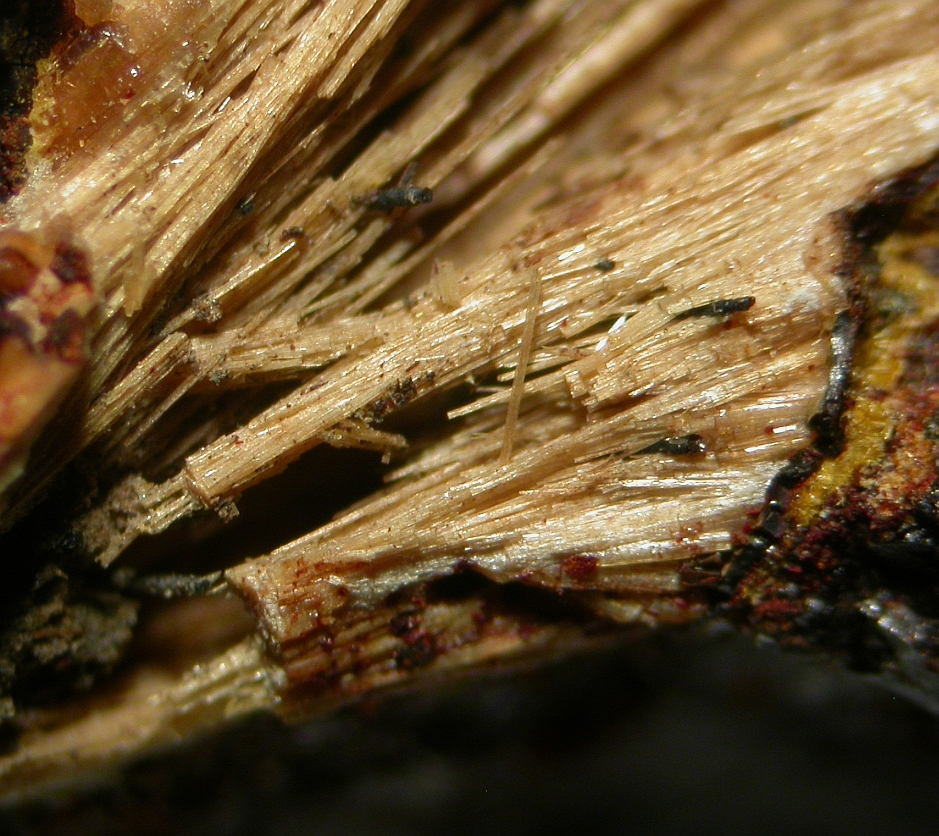
Blass bräunlichgelbes Allanpringit-Aggregat aus der Grube Mark bei Essershausen, Hessen
(Sichtfeld: 6 mm)

Allanpringit findet auf der Halde einer ehemaligen Eisenerzlagerstätte, deren dominierendes Erzmineral „Limonit“ (hauptsächlich traubig-nieriger Goethit) war. Er wird begleitet von Eleonorit, der früher als rötliche Varietät „Oxiberaunit“ des Minerals Beraunit bezeichnet wurde, mittlerweile aber als eigenständige Mineralart von der IMA anerkannt wurde, sowie von Kakoxen in divergentstrahligen Aggregaten, Halbkugeln und filzigen Überzügen, Strengit in weißen opaken Kügelchen und massivem, erdigem Kryptomelan. Aus der Paragenese lässt sich ableiten, dass Allanpringit entweder eine supergenes Mineral ist oder aber eine hydrothermale Tieftemperaturbildung darstellt.
Das Mineral konnte in Deutschland außer an seiner Typlokalität, der aufgelassenen, 5 km südöstlich von Weilburg liegenden Eisengrube „Mark“ bei Essershausen, nur noch in der Grube Gutglück bei Braunfels in Hessen gefunden werden. Der bisher einzige weitere bekannte Fundort ist eine aufgegebene Lagerstätte mit ordovizischem sedimentärem Eisenerz am Krušná hora nahe Beroun in der tschechischen Region Mittelböhmen (Stand 2021).

## Verwendung
Allanpringit ist aufgrund seiner Seltenheit ausschließlich für Sammler interessant.